# American Ballet Theatre
American Ballet Theatre (forkortet ABT) er et klassisk balletkompagni i New York City i USA. 
Kompagniet blev grundlagt af den russisk-amerikanske balletdanser Mikhail Mordkin i 1937 under navnet The Mordkin Ballet. 
Balletten holder til i Metropolitan Opera House.

## Eksterne links
- www.abt.org - officiel hjemmeside

| Kunst og kultur | Spire Denne artikel om scenekunst og teater er en spire som bør udbygges. Du er velkommen til at hjælpe Wikipedia ved at udvide den. |